# 1641년
1641년은 화요일로 시작하는 평년이다.

## 연호
- 명(明) 숭정(崇禎) 14년
- 청(淸) 숭덕(崇德) 6년
- 일본(日本) 간에이(寛永) 18년
- 후 레 왕조(後黎朝) 즈엉호아(陽和) 7년
- 막 왕조(莫朝) 투언득(順德) 4년

## 기년
- 류큐(琉球) 쇼켄왕(尚賢王) 원년
- 명(明) 의종 숭정제(毅宗 崇禎帝) 14년
- 청(淸) 태종 숭덕제(太宗 崇德帝) 15년
- 조선(朝鮮) 인조(仁祖) 19년
- 후 레 왕조(後黎朝) 신종(神宗) 23년

## 사건
- 장기 의회가 찰스 1세의 전제적 통치를 제한하는 법률을 통과시키다.

## 문화
- 르네 데카르트가 《제1철학에 관한 성찰》을 출판하다.

## 탄생
- 3월 14일 - 조선의 18대 국왕 현종. (~1674년)
- 5월 8일 - 네덜란드의 외교관, 암호학자, 해양 작가겸 암스테르담 시장 니콜라스 빗선. (~1717년)
- 9월 7일 - 일본 에도 막부의 4대 쇼군 도쿠가와 이에쓰나. (~1680년)

## 사망
- 8월 7일 - 조선의 15대 국왕 광해군. (1575년~)

### 미상
- 청의 황제 숭덕제의 후궁 민혜공화원비. (1609년~)